# NGC 4717
NGC 4717 (również PGC 43467) – galaktyka spiralna z poprzeczką (SBa), znajdująca się w gwiazdozbiorze Panny. Odkrył ją Wilhelm Tempel 12 kwietnia 1882 roku.